# Hornindalsvatnet
Hornindalsvatnet is een meer boven de Nordfjord in in Noorwegen.
Het meer is 514 meter diep en is daarmee het diepste meer van Europa. Het oppervlak van het meer ligt 53 meter boven zeeniveau, derhalve ligt de bodem 461 meter beneden zeeniveau. Het watervolume van het meer wordt geschat op 12 km³. De oppervlakte bedraagt 50 km².
Het meer vormt de grens tussen de gemeenten Stad in de provincie Vestland en Volda in de provincie Møre og Romsdal.